# Cabreros del Monte
Cabreros del Monte es un municipio y localidad española de la provincia de Valladolid, en la comunidad autónoma de Castilla y León. Su término municipal cuenta con una población de 56 habitantes (INE 2024).

## Historia
El día 26 de marzo de 1206 fue firmado en el municipio de Cabreros del Monte el tratado de Cabreros, que fue suscrito por los reyes Alfonso VIII de Castilla y Alfonso IX de León. Mediante la firma de dicho tratado se pretendía poner término a las disputas existentes entre los reinos de Castilla y de León por la posesión de las fortalezas que habían constituido la dote de la reina Berenguela de Castilla, hija de Alfonso VIII de Castilla y esposa de Alfonso IX de León, de quien el monarca leonés se había separado en 1204.

## Demografía
Cuenta con una población de 56 habitantes (INE 2024).
| Gráfica de evolución demográfica de Cabreros del Monte entre 1842 y 2021                                              |
| |
| Población de derecho según los censos de población del INE. Población de hecho según los censos de población del INE. |

## Cultura

### Arquitectura
- Iglesia San Juan Bautista: es un templo con planta y alzada de salón, con restos en la techumbre de laceria mudéjar. Portada principal en arco apuntado hay otra entrada cegada en el lado del evangelio, con arco de medio punto. El retablo mayor es de principios del siglo XVII y cuenta con un banco y dos cuerpos el 1º con 4 columnas entorchadas con capiteles corintios.

Preside el retablo el Santo titular San Juan Bautista, flanqueado por una escena de su nacimiento y predicación.En el retablo de San Pelayo, del lado del evangelio, consta de un zócalo, dos cuerpos y atrio con calvario, destaca la monumental efigie de San Agustín. La iglesia está rodeada por un pórtico restaurado y una Torre a la cabeza de un cuerpo de piedra.
- Ermita de la Virgen de la Piedad: Edificio sacro de Cabreros del Monte construido en tapial y adornado con espadaña de ladrillo de un solo cuerpo, a los pies. La planta es de una nave que se cubre a par e hilera.

- San Pelayo: Fue una iglesia , su retablo Mayor se encuentra en la actualidad en la Iglesia San Juan Bautista, a la izquierda la preside San Pelayo y bajo este San Agustín, patrón de Cabreros del Monte. El solar de la Iglesia fue muchos años el llamado Juego Pelota y en la actualidad el precioso Parque del pueblo con mesas, fuente... El torreón que aún esta, puede que fuera la sacristia, es de piedra sillería, el techo en arco y una ventana que mira al sur.

### Fiestas
- Fiesta en honor a la Virgen de la Piedad o de los Dolores, su patrona: viernes anterior al Domingo de Ramos. Tiene tres días principales:

- Domingo de Pentecostes.
- Lunes, dedicado al Montepío.
- Martes, día del Voto de Villa para pedir la lluvia que, según una vieja tradición, llegó de forma milagrosa a la localidad tras unas rogativas.
- Fiesta en honor a san Agustín, su patrón: 27, 28, 29 de agosto.